# ダマルカス・ビーズリー
ダマーカス・ラモント・ビーズリー（DaMarcus Lamont Beasley, 1982年5月24日 - ）は、アメリカ合衆国インディアナ州フォートウェイン出身の元同国代表サッカー選手。現役時代のポジションはミッドフィルダー、フォワード及びディフェンダー。
兄のジャマー（en）は、かつてU-20代表やMLSでのプレー経験を持つプロサッカー選手であり、フットサル代表としても活動している。

## 経歴

### クラブ

#### アメリカ
初期
インディアナ州フォートウェインに生まれたビーズリーは、サウスサイド高校で2年プレーした後、フロリダ州ブレイデントンを拠点とするアメリカ合衆国サッカー連盟の研修プログラムIMGアカデミー (en) に参加した。
シカゴ・ファイアー
1999年3月に当時のリーグ史上最年少となる16歳10ヶ月でMLSプロ-40 (en) の選手としてロサンゼルス・ギャラクシーに割り当てられて入団が決定する。IMGアカデミーを卒業する2000年6月からチームに合流する予定となっていたが、合流前に同年のスーパードラフトでの1巡目6番目の指名権と引き換えにシカゴ・ファイアーへと移籍することが決定 し、10日のニューイングランド・レボリューションとの開幕戦 (1-2) でプロ初出場を飾ると共にプロ初得点を挙げた。以後の4年半の間で98試合14得点20アシストを記録し、2003年シーズンにはMLSベストイレブンに選出されている。

#### PSV
シカゴ・ファイアーでの卓越した活躍を見せたことで欧州の複数クラブから関心を寄せられ、6月になるとイングランド1部のサウサンプトンFCからオファーがされた。この入札をクラブ側に拒否されて破談となった が、7月22日に移籍金250万米ドルでオランダ1部の強豪PSVアイントホーフェンとの4年契約を締結した。なお、PSVではチェルシーFCへ移籍したアリエン・ロッベンの後釜として獲得されたこともあり、フース・ヒディンク監督によってロッベンが着用してた背番号11番が与えられた。エールディヴィジでの1季目から主軸としてリーグ戦29試合を含む公式戦34試合6得点を挙げてチームの18回目となるリーグ優勝に貢献し、2005年5月28日のフェイエノールトとのKNVBカップ準決勝では、1点を追いかける中で89分に同点ゴールを挙げてPK戦に持ち込んだ。最終的にチームはPK戦を制し、その後の決勝戦でヴィレムIIを4-0で下して2冠を達成している。
国内レベルでの活躍を国際舞台でも変わらずに発揮していくことになり、チームの主軸としてUEFAチャンピオンズリーグ 2004-05で12試合4得点を記録。2005年4月26日のACミラン戦に出場したことにより、同大会の準決勝でプレーした初のアメリカ人選手となっている。肝心の試合は、敵地スタディオ・ジュゼッペ・メアッツァでの第1戦を2-0で落とし、本拠地フィリップス・スタディオンでの第2戦で3-1で勝利して2試合合計3-3で追いつくも、アウェーゴールによって敗れた。なお、ビーズリー自身は第1戦に出場しているが、第2戦は4月29日のFCトゥウェンテとのリーグ戦でダニエル・マイストロヴィッチと衝突して靭帯を損傷したことで欠場している。
翌2005-06シーズンは、チームは19回目のリーグ制覇をするも、ビーズリー個人としてはハムストリングの負傷の影響から精彩を欠き、アルナ・コネにポジションを脅かされる 中、2006年1月16日に飲酒運転のため罰金1500ユーロ（1852米ドル）を科されると共に運転免許の3ヶ月の停止に続いて3ヶ月の試用期間が言い渡された。
マンチェスター・シティへの期限付き移籍
PSVで失望のシーズンを過ごした後、2006年8月31日にイングランド1部のマンチェスター・シティFCへ2006-07シーズン終了までの期限付き移籍が決定する。序盤戦こそは負傷に悩まされ本来の能力を発揮できなかった が、12月30日のウェストハム・ユナイテッドFC戦で快足を生かして相手DFアントン・ファーディナンドとジョナサン・スペクターの2人を置き去り決勝点を挙げ、途中出場ながら同試合の最優秀選手に選出される 等、後半戦で調子をあげており、また、PSVのロナルド・クーマン監督との関係が懸念となっていたことでシーズン終了後もシティへの滞在を希望していた。しかし、希望は叶わずに2007年5月15日にPSVへ復帰することが発表された。

#### レンジャーズ

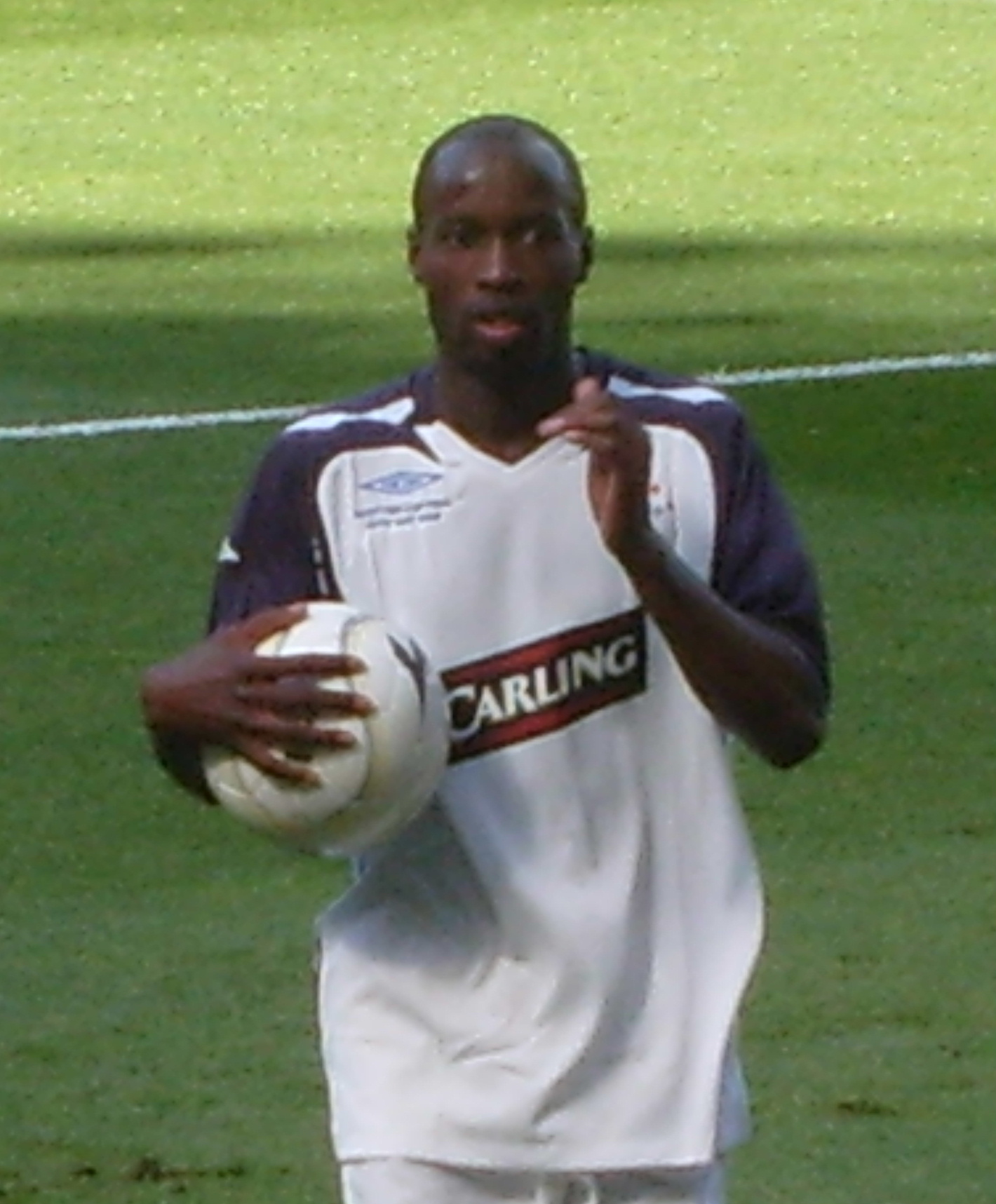
クイーン・オブ・ザ・サウスFCとのスコティッシュカップ決勝戦の勝利に重要な役割を担ったレンジャーズFC時代のビーズリー

2007年6月27日にスコットランド1部のレンジャーズFCと3年契約を締結 し、同胞のクラウディオ・レイナに次ぐレンジャーズの1軍でプレーする2人目のアメリカ人選手となる。初出場を飾った8月4日のインヴァネス・カレドニアン・シッスルFC戦 (3-0) でフル出場を果たした 後、8月7日のUEFAチャンピオンズリーグ 2007-08予選のFKゼタ・ゴルボヴツィ戦では決勝点にして移籍後初得点を挙げた。なお、同試合中に同僚の黒人選手ジャン＝クロード・ダルシュビーユと共に人種差別的チャントを相手ファンから浴び、試合後にFIFAとUEFAは人種差別に対して強硬姿勢を取るべきと語った。8月25日のキルマーノックFC戦 (2-1) でリーグ初得点を記録した。
2007年10月2日のオリンピック・リヨンとのチャンピオンズリーグ・グループリーグ (3-0) では、3得点全てに関与する多大な影響を及ぼしており、コーナーキックによりリー・マッカロークの先制点をアシストすると、アラン・ハットンへのパスからハットンがダニエル・クザンへ繋げて追加点を生み、今度はクザンの50メートルものパスからビーズリー自身が得点を挙げた。レンジャーズで左サイドの重要な選手としてプレーする中、11月のVfBシュトゥットガルト戦で相手GKラファエル・シェーファーと衝突したことで負傷し、シーズン残りの欠場が予想された。しかし、2008年5月10日のダンディー・ユナイテッドFC戦でベンチ入り、19日のセント・ミレンFC戦で復帰を果たし、負傷後に初先発した24日のクイーン・オブ・ザ・サウスFCとのスコティッシュカップ決勝戦で得点を挙げて優勝に貢献した。
2季目の2008-09シーズンは、リーグ優勝こそ経験したものの、開幕前のドイツ合宿でのSCプロイセン・ミュンスター戦で負傷したことで出遅れる と、8月23日のピットドリー・スタジアム (en) でのアバディーンFC戦では、シーズン初得点を挙げたかと思われたが、オフサイドの誤審と判定される など、不運が相次いだ。また、出場機会も公式戦12試合と少なく、カイル・ラファーティ (en) とスティーヴン・スミス (en)に後れを取る厳しいものであり、2009-10シーズンはさらに状況が悪化したために2010 FIFAワールドカップのことを考慮し、2010年1月の移籍市場での退団を示唆していた。すると、偶然にもこの発言から程なくして、12月中に出場機会を与えられると、ダンディー・ユナイテッド戦とマザーウェルFC戦で得点を挙げるのみならず、右サイドとして左サイドのナチョ・ノボとの両翼で攻撃を活性化させ、FWのクリス・ボイドとケニー・ミラーのコンビへ多くのアシストを供給する等、いくつかの試合で好パフォーマンスを示すことに成功し、マザーウェル戦後にワールドカップよりもチームのリーグ優勝を支援するとの意思を表明して残留することとなった。最終的にチームは優勝したものの、自身の武器である快足が仇となりキャリアの再生中にまたしても筋肉に問題が起こり、同12月を最後に試合に出場出来ない日々が続く中で2月3日に自宅前に停車してあった自身の車が燃やされる不幸が続き、負傷から回復後の出場機会は限られてシーズンを終了した。同2009-10シーズンに伴い契約満了となったビーズリーは、レンジャーズに滞在するべく給料削減にも応じる姿勢だった が、5月9日に自身のTwitterで退団することが決定したと発表した。

#### プエブラ
2010年8月30日にドイツ1部のハノーファー96と2年契約を締結。ミルコ・スロムカ (en) 監督から経験豊富なプレーでチームの手助けを期待されたが、9月18日のアウェーでのVfLヴォルフスブルク戦で77分から初出場を飾って以降、負傷の影響もあり4試合の出場にとどまった。
ハノーファーとの契約を1シーズン残していたものの、2010-11シーズン終了後の2011年6月1日にメキシコ1部CFパチューカのトライアルに招待されて10日間参加することとなった。その後、同1部のプエブラFCと同国2部のクラブ・レオンから契約を提供され、最終的に6月22日にプエブラへ移籍することが決定した。プエブラでは、開幕前の親善試合大会コパ・ティファナのCFモンテレイ戦で初出場にして決勝点を挙げる幸先良いスタートを切る と、長年懸念されていた負傷の問題も発生せずシーズンを通して中心選手として同時期に加入したルイス・ガルシアと共にファンを満足させる活躍を示し、特に2012年前期リーグではチームの総得点19得点の内、2人で11得点（ルイス・ガルシア6得点、ビーズリー5得点）を挙げる程にチームの攻撃を牽引した。その活躍から当然のようにクラブから契約延長の話が持ちかけられたが、交渉決裂となったことで2013年6月4日にチームの移籍リスト入りが確認され、12月10日に同1部のケレタロFCと2014年前期リーグからの契約で移籍することが報じられた。しかし、ケレタロのイグナシオ・アンブリス (en) が数日中にビーズリーがクラブに到着すると記者会見で語っていたにもかかわらず、それから1週間後の17日に突如としてケレタロの公式サイトでビーズリーがプレーすることはないと発表された。これに対してビーズリーは、翌日に自身のTwitterで「プエブラとケレタロの間に何が起きたのかは分からないが、自分は来季もプエブラでプレーすることになった」と呟き、プエブラのヘスス・ロペス (Jesús López) 会長は「ファンからの残留要求もあり決定した」と語った。そして、2014年3月3日のケレタロ戦 (1-0) で途中出場から因縁の相手に決勝点を挙げてチームを勝利に導いた。

#### ヒューストン・ダイナモ
2014年7月、ヒューストン・ダイナモに特別指定選手として加入し、10年振りの母国復帰となった。
2019年10月7日、現役引退を宣言した。

### 代表
アメリカ代表としては、ニュージーランドでの1999 FIFA U-17世界選手権に出場し、同胞ランドン・ドノバンに次ぐ活躍を見せてシルバーボールを受賞した 後、2001年1月27日の中国戦でA代表初出場を飾り、同年には年代別代表で2001 FIFAワールドユース選手権にも出場した。2002 FIFAワールドカップでグループリーグ全3試合と準々決勝の全試合に出場したように代表での地位を確立し、2002 CONCACAFゴールドカップ、2005 CONCACAFゴールドカップ、2007 CONCACAFゴールドカップ、2013 CONCACAFゴールドカップの優勝に貢献。また、2002年度大会の韓国戦で代表初得点を挙げ、2005年度大会ではドノバンと共に得点王とベストイレブンに輝き、2013年度大会では主将を務めた。2013年5月29日のクリーブランドでのベルギー戦でアメリカ代表史上13人目となる通算出場100試合目を達成。
2006 FIFAワールドカップでは、チェコとの初戦 (0-3) でのパフォーマンスの悪さからブルース・アリーナ監督から公に名指しで戦犯として批判された が、次のイタリア戦で途中出場すると、シュートを放ってネットを揺らしたかに思われたが、ゴール前にいた味方FWブライアン・マクブライドが相手GKジャンルイジ・ブッフォンの動きを遮断したことがプレーに関与したと判断されオフサイドとなった。ガーナとのグループリーグ最終戦では、デレク・ボアテングのパスを奪ってからクリント・デンプシーの得点をアシストし、同大会のアメリカ代表の唯一の得点に関与した。
2010 FIFAワールドカップ・北中米カリブ海予選最終予選のトリニダード・トバゴ戦でキャリア初となる左SBを務めて90分プレーした ように不慣れなポジションを任されたり、クラブレベルでの負傷に悩まされていたことから度々メンバー落ちをする等、苦しい時期を過ごしており、特にブラジルとのFIFAコンフェデレーションズカップ2009グループリーグ第2戦では、1点を追いかける中で相手陣内でのドノバンのコーナーキックからのショートパスを受け取り損ねる失態を犯し、そのボールをアンドレ・サントスに奪われ、カウンター攻撃の起点としてロビーニョの追加点をもたらしてしまった。なお、この失態もあり後半開始時には交代させられ、以後の試合に出場することなく 準優勝に貢献することは出来なかった。
上記の2009年6月18日のブラジル戦を最後にクラブでの負傷もあり代表から遠ざかっていたが、クラブで調子を取り戻したために2010年2月25日にオランダとの親善試合へ向けて再招集される と、3月3日のオランダ戦で途中出場からフリーキックによりカルロス・ボカネグラの得点をアシストする 等、パフォーマンスを改善させた。そのため、ボブ・ブラッドリー監督によって2010 FIFAワールドカップのメンバーに選出されたが、グループリーグのアルジェリア戦で途中出場したのみに終わった。
それからの2年半で4試合に出場した後の2013年3月に2014 FIFAワールドカップ・北中米カリブ海予選のために招集され、左サイドバックとしてコスタリカ戦で起用されて好評を得ることに成功する と、以後のジャマイカ、パナマ、メキシコ戦でも左サイドバックを任されるようになり、2013年7月の2013 CONCACAFゴールドカップではユルゲン・クリンスマン監督から主将に指名されて 左サイドバックとして全6試合中5試合で先発出場し、優勝に貢献した。

## 代表歴

### 出場大会
- アメリカ代表
  - 2002 FIFAワールドカップ
  - 2006 FIFAワールドカップ
  - 2010 FIFAワールドカップ
  - 2014 FIFAワールドカップ

### 試合数
- 国際Aマッチ 126試合 17得点（2001年-2017年）[68]

| アメリカ代表 | 国際Aマッチ | 国際Aマッチ |
| 年           | 出場        | 得点        |
| ------------ | ----------- | ----------- |
| 2001         | 3           | 0           |
| 2002         | 12          | 3           |
| 2003         | 12          | 1           |
| 2004         | 14          | 4           |
| 2005         | 13          | 4           |
| 2006         | 7           | 0           |
| 2007         | 11          | 3           |
| 2008         | 10          | 2           |
| 2009         | 7           | 0           |
| 2010         | 4           | 0           |
| 2011         | 3           | 0           |
| 2012         | 1           | 0           |
| 2013         | 17          | 0           |
| 2014         | 7           | 0           |
| 2015         | 2           | 0           |
| 2016         | 0           | 0           |
| 2017         | 3           | 0           |
| 通算         | 126         | 17          |

## タイトル

### クラブ
シカゴ・ファイアー
- USオープンカップ : 2000, 2003
- サポーターズ・シールド : 2003

PSVアイントホーフェン
- エールディヴィジ : 2004-05, 2005-06
- KNVBカップ : 2004-05

レンジャーズFC
- スコティッシュ・プレミアリーグ : 2008-09, 2009-10
- スコティッシュカップ : 2007-08
- スコティッシュリーグカップ

### 代表
アメリカ合衆国代表
- CONCACAFゴールドカップ : 2002, 2005, 2007, 2013

### 個人
- FIFA U-17ワールドカップシルバーボール : 1999
- CONCACAFゴールドカップ得点王 : 2005
- CONCACAFゴールドカップベストイレブン : 2005
- MLSベストイレブン : 2003